# Aek Marian Mg
Aek Marian Mg is een bestuurslaag in het regentschap Mandailing Natal van de provincie Noord-Sumatra, Indonesië. Aek Marian Mg telt 1261 inwoners (volkstelling 2010).